# When Money Comes

When Money Comes  est un film américain de Leo McCarey, sorti en 1929.

## Fiche technique
- Titre : When Money Comes
- Réalisation : Leo McCarey
- Scénario : Leo McCarey
- Montage : Richard C. Currier
- Producteur : Hal Roach
- Société de production : Hal Roach Studios
- Société de distribution : Metro-Goldwyn-Mayer (MGM)
- Pays d’origine :  États-Unis
- Langue : Anglais
- Format : 1.33 : 1, 35mm, noir et blanc
- Durée : 20 minutes
- Genre : Comédie
- Date de sortie : 2 mars 1929

## Distribution
- Edgar Kennedy
- Charley Rogers